# Puente Ferroviario Internacional Union Pacific (Eagle Pass-Piedras Negras)

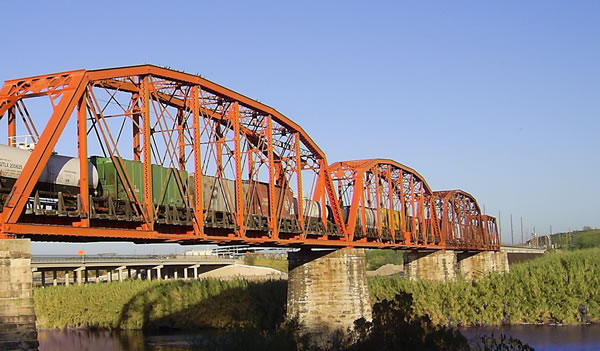
Vista del Puente Ferroviario Internacional Union Pacific desde Piedras Negras.

El Puente Ferroviario Internacional Union Pacific es el único puente ferroviario internacional que cruza la frontera entre Estados Unidos y México entre las ciudades de Eagle Pass, Texas, y Piedras Negras, Coahuila. La parte estadounidense es propiedad de la Union Pacific Railroad y está operada por ella, y BNSF Railway tiene derechos de vía. La porción mexicana es propiedad del gobierno federal mexicano y la operación está concesionada a Ferromex. También se le conoce como Puente Ferroviario Internacional Eagle Pass-Piedras Negras. El puente es el segundo cruce ferroviario internacional más transitado entre Estados Unidos y México.